# Tipula powelli
Tipula powelli är en tvåvingeart som beskrevs av Alexander 1965. Tipula powelli ingår i släktet Tipula och familjen storharkrankar. Inga underarter finns listade i Catalogue of Life.